# Soiuz 25
Soiuz 25 (rus: Союз 25, Unió 25) va ser un vol espacial tripulat de la Unió Soviètica en 1977, el primer a la nova estació espacial Saliut 6, que havia estat llançada 10 dies abans. No obstant, la missió va ser cancel·lada quan els cosmonautes Vladímir Kovaliónok i Valeri Riumin no van poder per enganxar els pestells d'acoblament de l'estació tot i cinc llargs intents. A falta de combustible suficient per intentar un acoblament en l'altre extrem de l'estació i amb energia de la bateria per a només dos dies, van tornar a la Terra.
El problema va propiciar una nova norma segons la qual entre els membres de la tripulació havia d'haver almenys una persona a bord que hagués volat prèviament a l'espai.

## Tripulació
| Posició         | Cosmonauta                              | Cosmonauta                              |
| --------------- | --------------------------------------- | --------------------------------------- |
| Comandant       | Vladímir Kovaliónok Primer vol espacial | Vladímir Kovaliónok Primer vol espacial |
| Enginyer de vol | Valeri Riumin Primer vol espacial       | Valeri Riumin Primer vol espacial       |

### Tripulació de reserva
| Posició         | Cosmonauta            | Cosmonauta            |
| --------------- | --------------------- | --------------------- |
| Comandant       | Iuri Romanenko        | Iuri Romanenko        |
| Enginyer de vol | Aleksandr Ivantxénkov | Aleksandr Ivantxénkov |

## Paràmetres de la missió
- Massa: 6860 kg
- Perigeu: 198,5 km
- Apogeu: 258,1 km
- Inclinació: 51,66°
- Període: 88,66 minutes